# نظرية الأثر الضبابي (النظرية الحدسية)
نظرية الأثر الضبابي أو النظرية الحدسية (بالإنجليزية: fuzzy-trace theory)، هي نظرية معرفية اقترحها بشكل أساسي تشارلز برينرد وفاليري إف. رينا، والتي تعتمد على مفاهيم ثنائية الأثر للتنبؤ وشرح الظواهر المعرفية، بشكل أخص في الذاكرة والتفكير. استُخدمت النظرية في مجالات مثل علم النفس المعرفي والتنمية البشرية وعلم النفس الاجتماعي لشرح الذاكرة الزائفة (الخرف)، على سبيل المثال، وتطورها، بالإضافة لشرح الأحكام الاحتمالية، واتخاذ القرارات الطبية، وإدراك وتقدير الخطأ، والتحيزات والمغالطات في صناع القرار.

## التاريخ
اقتُرحت نظرية الأثر الضبابي لأول مرة في تسعينيات القرن العشرين كمحاولة لتوحيد النتائج من الذاكرة ومجالات التفكير التي لا يمكن التنبؤ بها أو تفسيرها من قِبل خلال المناهج المعرفية السابقة وتطوراتها (على سبيل المثال؛ البنائية ومعالجة المعلومات). أحد هذه التحديات كان الاستقلال الإحصائي بين الذاكرة والتفكير، هذا يعني أن ذاكرة حقائق الخلفية تكون عادةً غير مرتبطة بالدقة في مهام التفكير. دعت هذه النتائج إلى إعادة التفكير بعلاقة التفكير المنطقي للذاكرة، والذي، في نظرية الأثر الضبابي، يأخذ شكل نظرية مزدوجة العملية تربط بين علم اللغة النفسي وعلم النفس الغشتالتي للذاكرة والتفكير. بشكل أكثر تحديدًا، تفترض نظرية الأثر الضبابي أن الناس يشكلون نوعين من التمثيلات الذهنية حول حدث سابق، تدعى الآثار الحرفية والجوهرية. الآثار الجوهرية هي تمثيلات ضبابية لحدث سابق (على سبيل المثال؛ المعنى الأساسي) ومن هناك جاءت تسمية نظرية الأثر الضبابي، في حين أن الآثار الحرفية هي تمثيلات مفصلة لحدث سابق. على الرغم أن البشر قادرون على معالجة كل من المعلومات الحرفية والجوهرية، إلا أنهم يفضلون التفكير باستخدام الآثار الجوهرية بدلًا من الحرفية. هذا يعني، على سبيل المثال، أنه حتى لو كان البشر قادرون على فهم المفاهيم النسبية مثل الاحتمالات ومعدلات الانتشار، والتي هي معيار تقديم البيانات المتعلقة بالصحة والمخاطر، يخضع اختيارهم في حالات اتخاذ القرار عادةً للمعنى الأساسي منه (على سبيل المثال؛ «معدل الخطر عالٍ» أو «معدل الخطر منخفض» أو «النتيجة جيدة» أو «النتيجة سيئة») بدلًا من الأرقام الفعلية. الأهم من ذلك، يمكن شرح استقلال تفكير الذاكرة في نظرية الأثر الضبابي من حيث طرائق المعالجة المختلفة حينما يؤدي أحدهم مهمة الذاكرة (على سبيل المثال؛ استرداد الآثار الحرفية) بالنسبة لحين ينفذ أحدهم مهمة التفكير (على سبيل المثال؛ تفضيل التفكير بالآثار الجوهرية).
في عام 1999، طُبق منهج مماثل على الرؤية البشرية. اقترح المنهج أن الرؤية البشرية لديها نوعان من المعالجة: نوع يجمع الحقول المستقبلة المكانية المحلية، وآخر يوزع حقول الاستقبال المحلية. سعت الجهود لربط نظرية الغشتالتي والفيزياء النفسية (على سبيل المثال؛ المرشحات الخطية المستقلة). طُورت هذه النظرية في مجال معالجة الصور الضبابية واستُخدمت في تكنلوجيا معالجة المعلومات.

## الذاكرة
تفترض نظرية الأثر الضبابي نوعين من عمليات الذاكرة (الحرفية والجوهرية)، وبالتالي، يُشار إليها غالبًا كنظرية ذاكرة مزدوجة العملية. حسب نظرية الأثر الضبابي، يتميز استرجاع الآثار الحرفية (استرجاع تذكيري) بالرجوع الذهني للسمات السياقة لحدث سابق، في حين أن استرجاع الآثار الجوهرية (استرجاع غير تذكاري) لا يتميز بذلك. في الواقع، تشكل العمليات الجوهرية تمثيلًا للميزات الدلالية بدلًا من التفاصيل السطحية، إذ تمثل الأخيرة العمليات الحرفية. في مجال الذاكرة، كان لمفهوم نظرية الأثر الضبابي الخاص بالتمثيل الحرفي والجوهري تأثير في شرح الذكريات الحقيقية (أي ذكريات الأحداث التي حدثت بالفعل) وكذلك الذكريات الزائفة (مثل ذكريات الأحداث التي لم تحدث أبدً).

## التفكير وصناعة القرار
بنفس الطريقة التي تنطبق بها نظرية الأثر الضبابي على التفكير، فإنها متكيفة مع نماذج العملية المزدوجة للمعرفة الإنسانية. وهي تختلف عن نماذج العملية المزدوجة التقليدية من حيث أنها تصنع تباينًا بين الاندفاع والحدس -التي تُجمع في النظام 1 بالاستناد إلى نظريات العملية المزدوجة التقليدية- ومن ثم تصنع الادعاء بأن الخبرة والمعرفة المتقدمة يعتمدان على الحدس. يعتمد التمييز بين الحدس والتحليل على نوع التمثيل المستخدم لمعالجة المعلومات. تُصنف التمثيلات العقلية التي وصفتها نظرية الأثر الضبابي على أنها إما تمثيلات جوهرية أو حرفية
- التمثيلات الجوهرية هي فهم أساسي لمعنى المعلومات أو الخبرة، وتُستخدم في المعالجة الحدسية الجوهرية.
- التمثيلات الحرفية هي التمثيلات الدقيقة والمفصلة للمعلومات أو الخبرة الدقيقة، وتُستخدم في المعالجة التحليلية الحرفية.